# Harald Gindra

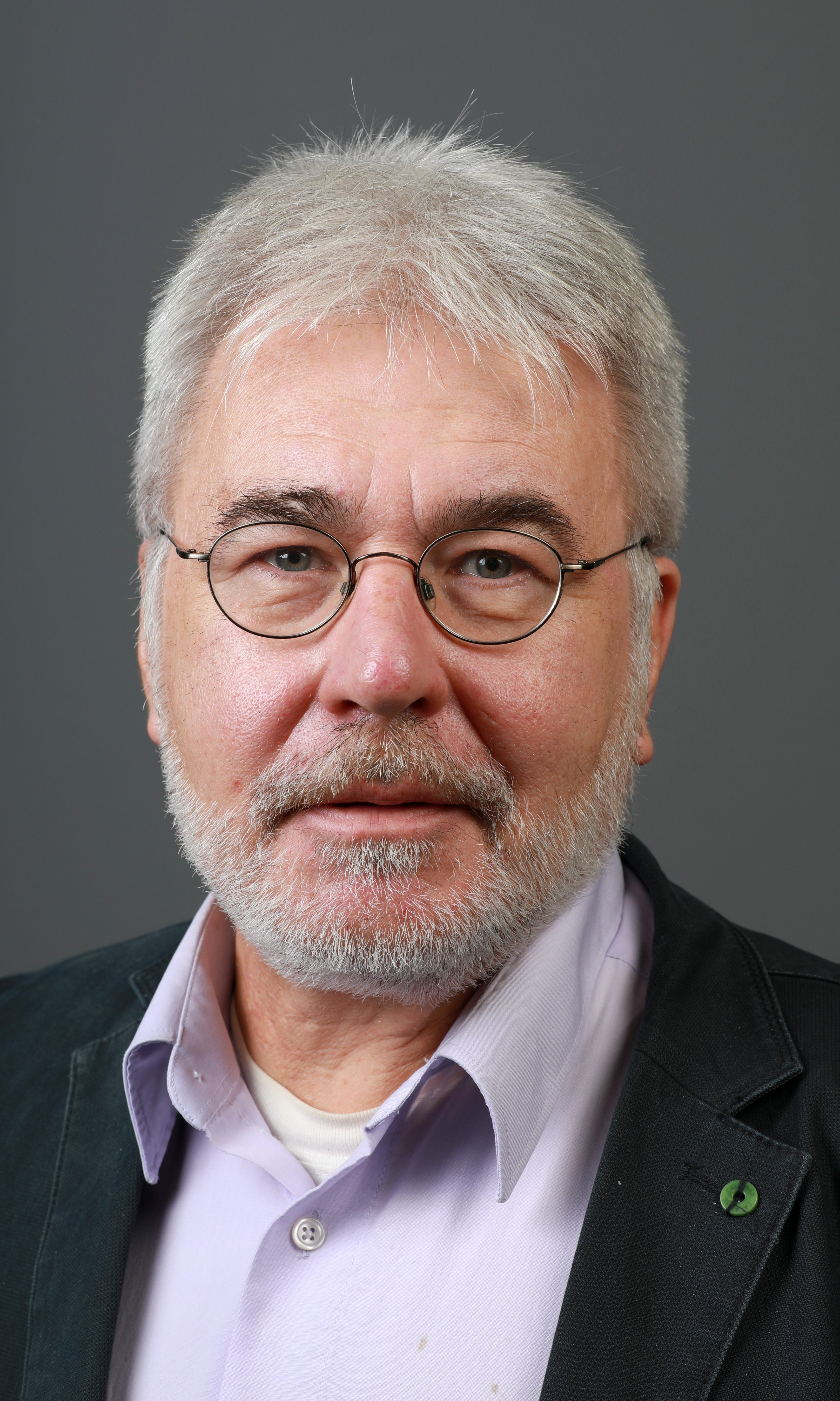
Harald Gindra (2017)

Harald Gindra (* 25. Oktober 1957 in Frankfurt am Main) ist ein deutscher Politiker (Die Linke). Von 2016 bis 2021 war er Mitglied im Abgeordnetenhaus von Berlin.

## Ausbildung und Beruf
Harald Gindra absolvierte 1977 das Abitur an der Taunusschule in Oberursel. Anschließend machte er eine Ausbildung im Beruf des Druckers, die er 1983 mit Erhalt des Facharbeiterbriefs abschloss. Nach der Ausbildung und langjähriger Berufserfahrung in der Druckbranche studierte er Drucktechnik an der Hochschule der Künste Berlin am Institut für Technologie und Planung Druck und wurde 1995 Diplom-Ingenieur. Seitdem arbeitete er als technischer Angestellter.

## Politik
Gindra trat 1993 in die PDS ein. Er war von 2006 bis 2016 Mitglied der Bezirksverordnetenversammlung von Tempelhof-Schöneberg. Bei der Wahl zum Abgeordnetenhaus von Berlin 2016 wurde er über die Landesliste seiner Partei in das Abgeordnetenhaus gewählt. In seiner Fraktion war er Sprecher für Wirtschaft und Entwicklungspolitik. Zudem war er Mitglied im Ausschuss für Wirtschaft, Energie, Betriebe und im Ausschuss für Stadtentwicklung und Wohnen. Bei der Abgeordnetenhauswahl 2021 verlor er sein Mandat. Seit 2021 ist Gindra erneut Mitglied der Bezirksverordnetenversammlung von Tempelhof-Schöneberg.
Harald Gindra engagiert sich in der Gewerkschaft ver.di und ist Mitglied im Berliner Mieterverein e. V. sowie im kommunalpolitischen Forum Berlin e. V.